# Eilema tricolor
Eilema tricolor là một loài bướm đêm thuộc phân họ Arctiinae, họ Erebidae.